# Жорновка (Осиповичский район)
Жо́рновка (бел. Жо́рнаўка) — агрогородок в составе Лапичского сельсовета Осиповичского района Могилёвской области Республики Беларусь.

## Этимология
Название деревни образовано от основы «жёрнов».

## Географическое положение
Жорновка расположена возле автодороги Гродзянка — Лапичи в 28 км на север от Осиповичей, в 2,5 км от ж/д станции Уборок и в 161 км от Могилёва. Граница с лесом проходит на севере деревни. Регулярную планировку составляют три улицы, трассированные перпендикулярно к автодороге. Застройку в основном составляют деревянные крестьянские дома, при этом на севере деревни ведётся современная застройка коттеджного типа. Общественный центр Жорновки расположен при въёзде в неё со стороны деревни Лапичи. На северо-востоке деревни часть застройки деревни вместе со старым парком обособлена.

## История
Письменные источники упоминают Жорновку в XVI веке как село Свислочской волости, находившееся в шляхетской собственности. В составе Российской империи деревня оказалась в результате второго раздела Речи Посполитой. В 1827 году упоминается как помещичьи село и фольварк в Игуменском уезде, которые согласно переписи 1897 года относились к Погорельской волости Игуменского уезда Минской губернии.
С февраля по ноябрь 1918 года Жорновка была оккупирована германскими войсками, с августа 1919 по июль 1920 года — польскими. В 1924 году к Жорновке отходит большой участок помещичьей земли, а в 1927 году открывают метеорологическую станцию. Колхоз «Красный ударник» основали в 1930 году.
Во время Великой Отечественной войны Жорновка была оккупирована немецко-фашистскими войсками с конца июня 1941 года по 29 июня 1944 года. На фронте и в результате партизанской деятельности погибли 18 жителей. В 1967 году Жорновка была объединена с деревнями Красная Нива, Подбродье, Забродье.
По данным 1998 года, в деревне действовали лесничество и цех по переработке древесины, опытно-показательный лесхоз, лесная опытная станция, два детских яслей-сада, средняя школа, библиотека, музей, столовая, ФАП, АТС, Дом культуры, Дом животновода, комплексно-приёмный пункт бытового обслуживания населения, магазин. Сама деревня является центром СПК «Колхоз „Красный ударник“». Возле Дома культуры деревни в 1973 году была установлена стела в честь дружбы народов СССР; с трёх сторон стелы размещены скульптуры, изображающие женщин.
К 1884 году относится открытие в деревне школы грамоты, в которой в 1895 году обучалось 15 учеников. В 1907 году это учебное заведение было превращено в народное училище. В 1923 году в местной школе, имевшей библиотеку, обучался 41 ученик. Уже 1 октября 1926 года состоялось открытие лесотехнической школы, которая включала три года обучения и предназначалась для учеников с семилетним образованием.

## Население
- 1897 год — 247 человек, 34 двора (село), 57 человек, 1 двор (фольварк)
- 1907 год — 278 жителей, 42 двора (село), 82 человека (фольварк)
- 1917 год — 347 жителей, 49 дворов (село), 162 человека (фольварк)
- 1926 год — 780 человек, 48 дворов (деревня), 34 человека (бывший фольварк)
- 1959 год — 273 человека
- 1970 год — 366 человек
- 1986 год — 359 человек, 144 хозяйства
- 2002 год — 432 человека, 161 хозяйство
- 2007 год — 420 человек, 164 хозяйства

## Культура
- Дом культуры
- Музей ГУО "Жорновская средняя школа имени Н. Ф. Королёва"

## Достопримечательность
- Памятник воину-освободителю в сквере Дома культуры
- Монумент Родины перед Домом культуры

## Комментарии
1. ↑  Название и ударение даны по: Назвы населеных пунктаў Рэспублікі Беларусь: Магілёўская вобласць: нарматыўны даведнік / І. А. Гапоненка і інш.; пад рэд. В. П. Лемцюговай. — Минск: Тэхналогія, 2007. — С. 64. — 406 с. — ISBN 978-985-458-159-0..